# Corveissiat
Corveissiat és un municipi francès situat al departament de l'Ain i a la regió d'Alvèrnia-Roine-Alps. L'any 2007 tenia 530 habitants.

## Demografia

### Població
El 2007 la població de fet de Corveissiat era de 530 persones. Hi havia 215 famílies de les quals 62 eren unipersonals (26 homes vivint sols i 36 dones vivint soles), 58 parelles sense fills, 73 parelles amb fills i 22 famílies monoparentals amb fills.
La població ha evolucionat segons el següent gràfic:
Habitants censats

### Habitatges
El 2007 hi havia 319 habitatges, 219 eren l'habitatge principal de la família, 56 eren segones residències i 45 estaven desocupats. 295 eren cases i 23 eren apartaments. Dels 219 habitatges principals, 166 estaven ocupats pels seus propietaris, 51 estaven llogats i ocupats pels llogaters i 2 estaven cedits a títol gratuït; 1 tenia una cambra, 5 en tenien dues, 31 en tenien tres, 67 en tenien quatre i 115 en tenien cinc o més. 186 habitatges disposaven pel capbaix d'una plaça de pàrquing. A 87 habitatges hi havia un automòbil i a 115 n'hi havia dos o més.

### Piràmide de població
La piràmide de població per edats i sexe el 2009 era:
| Homes | Edats   | Dones |
| ----- | ------- | ----- |
| 0     | 95 o +  | 0     |
| 0     | 90 a 94 | 0     |
| 0     | 85 a 89 | 4     |
| 4     | 80 a 84 | 8     |
| 4     | 75 a 79 | 8     |
| 16    | 70 a 74 | 8     |
| 20    | 65 a 69 | 12    |
| 12    | 60 a 64 | 0     |
| 8     | 55 a 59 | 16    |
| 12    | 50 a 54 | 8     |
| 4     | 45 a 49 | 12    |
| 24    | 40 a 44 | 16    |
| 20    | 35 a 39 | 16    |
| 40    | 30 a 34 | 24    |
| 12    | 25 a 29 | 12    |
| 16    | 20 a 24 | 12    |
| 28    | 15 a 19 | 12    |
| 20    | 10 a 14 | 12    |
| 16    | 5 a 9   | 20    |
| 12    | 0 a 4   | 16    |

## Economia
El 2007 la població en edat de treballar era de 343 persones, 263 eren actives i 80 eren inactives. De les 263 persones actives 242 estaven ocupades (129 homes i 113 dones) i 20 estaven aturades (8 homes i 12 dones). De les 80 persones inactives 33 estaven jubilades, 25 estaven estudiant i 22 estaven classificades com a «altres inactius».

### Ingressos
El 2009 a Corveissiat hi havia 233 unitats fiscals que integraven 562,5 persones, la mediana anual d'ingressos fiscals per persona era de 18.513 €.

### Activitats econòmiques
Dels 18 establiments que hi havia el 2007, 3 eren d'empreses extractives, 6 d'empreses de fabricació d'altres productes industrials, 4 d'empreses de construcció, 1 d'una empresa de comerç i reparació d'automòbils, 1 d'una empresa financera, 2 d'empreses de serveis i 1 d'una entitat de l'administració pública.
Dels 4 establiments de servei als particulars que hi havia el 2009, 2 eren paletes, 1 lampisteria i 1 restaurant.
L'any 2000 a Corveissiat hi havia 17 explotacions agrícoles que ocupaven un total de 976 hectàrees.

## Equipaments sanitaris i escolars
El 2009 hi havia una escola elemental.

## Poblacions més properes
El següent diagrama mostra les poblacions més properes.